# Gare de Philippeville
La gare de Philippeville est une gare ferroviaire belge de la ligne 132 de Charleroi à Treignes (frontière) en bordure de la ville de Philippeville dans la province de Namur. 
Elle est ouverte en 1854 par le Chemin de fer de l’Entre-Sambre-et-Meuse. La gare actuelle date de 1908 et fut construite par les Chemins de fer de l’État belge sur un nouvel emplacement.
Jusqu'en 1970, c'était une gare de la ligne 136B de Florennes à Senzeilles, abandonnée dans les années 1950. Elle rouvre en 1970 sur une nouvelle portion de la ligne 132.
C'est une halte voyageurs de la Société nationale des chemins de fer belges (SNCB) desservie par des trains Suburbains (S64) et d'Heure de pointe (P).

## Situation ferroviaire
Établie à 275 mètres d'altitude, la gare de Philippeville est située au point kilométrique (PK) 33,015 de la ligne 132 de Charleroi à Treignes (frontière) (voie unique), entre les gares de Yves-Gomezée et de Mariembourg.
Gare d'évitement, elle dispose d'une deuxième voie pour le croisement des trains.
Avant 1970, elle était située au point kilométrique (PK) 7,1 de la ligne 136B de Senzeille à Florennes, entre les gares de Neuville-Nord et de Jamagne.

## Histoire

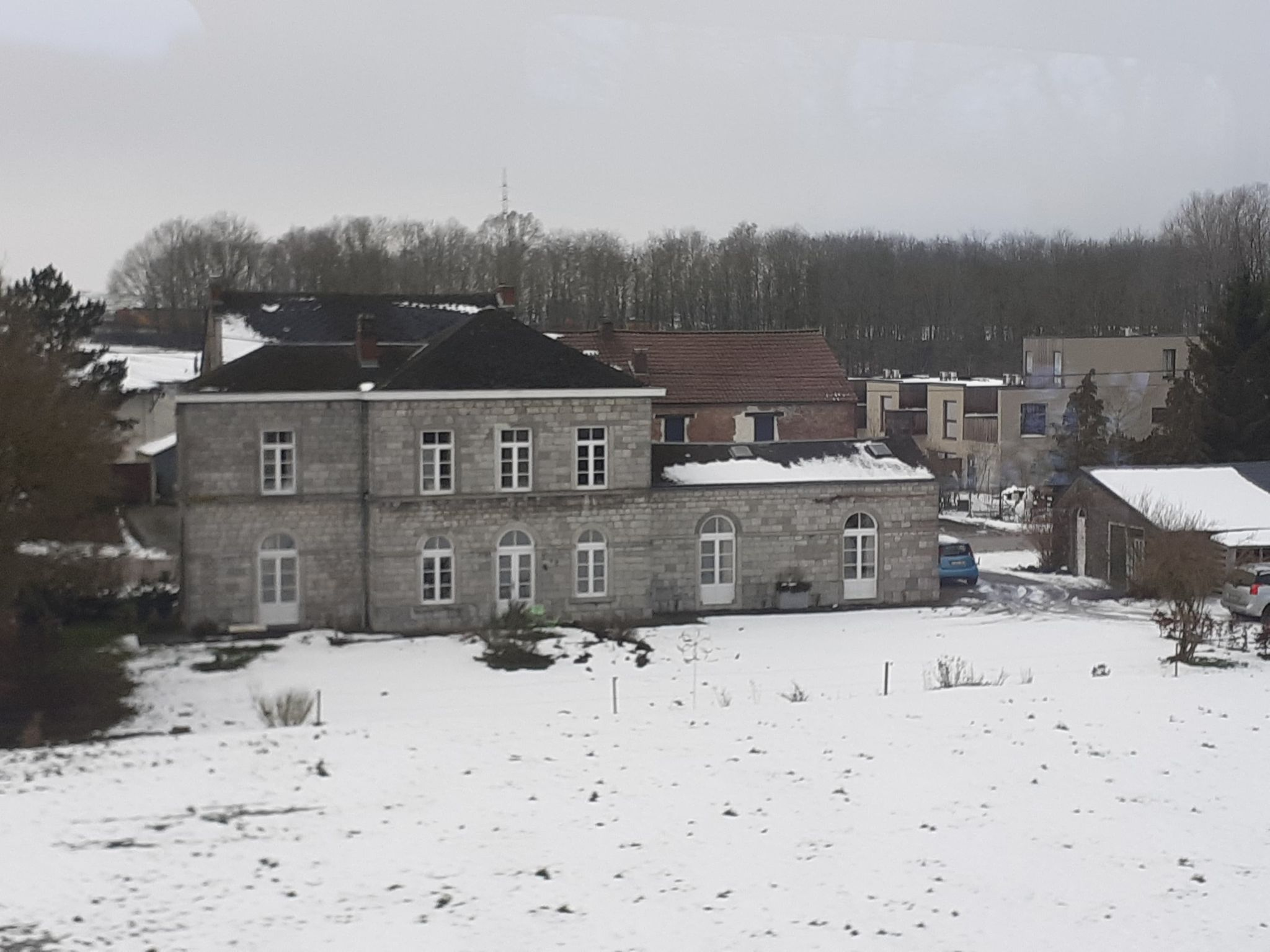
La gare de 1854, à l'écart de la ville.

La station de Philippeville est mise en service le 15 novembre 1854 par le Chemin de fer de l’Entre-Sambre-et-Meuse, lorsqu'il ouvre à l'exploitation la section de Florennes-Central à Philippeville de l'actuelle ligne 136B.
À cette époque, Phillipeville est une gare en impasse et il n'est même pas question de traverser la ville par un tunnel. Conséquence, elle est construite loin de la ville, sur l'actuelle rue de Charleroi. Son bâtiment est typique de la compagnie et possède une façade en pierre. Il fait l’objet d'un agrandissement en 1901, conservant le style d'origine.
Elle devient une gare de passage, lors de l'ouverture de la section de Philippeville à Senzeilles le 20 octobre 1908 c'est à ce moment qu'est inaugurée la gare actuelle, plus proche du centre. Il s'agit d'un bâtiment type 1893, qui existe toujours. L'ancienne gare est fermée aux voyageurs mais devient un logement et existe toujours à l'heure actuelle, restaurée dans un état impeccable.
Le 17 octobre 1954 a lieu la fermeture du service des voyageurs sur la ligne 136B. Conséquence, la gare de Philippeville est désaffectée.
En 1970, la construction des barrages de l'Eau d'Heure nécessite le détournement de la ligne 132. L'assiette des lignes 136 et 136B est utilisé comme itinéraire alternatif. La gare de Philippeville est rouverte avec le tronçon de Jamagne à Neuville-Nord, lorsqu'il est intégré dans le nouveau tracé de la ligne 132, le 31 août 1970.
Elle a la particularité de ne posséder qu'un seul quai divisé en deux parties en fonction de la destination.

## Service des voyageurs

### Accueil
Halte SNCB, c'est un point d'arrêt non géré (PANG) à accès libre. Elle est équipée d'un automate pour l'achat de titres de transport.

### Desserte
Philippeville est desservie par des trains Suburbains (S64) et d'Heure de pointe (P) de la SNCB (voir brochure SNCB de la ligne 132).
En semaine, la desserte, semi-cadencée repose sur des trains S64 circulant entre Charleroi-Central et Couvin renforcés par :
- trois trains P et un S64 supplémentaire entre Couvin et Charleroi-Central (le matin) ;
- deux trains P entre Charleroi-Central et Couvin (le matin) ;
- un train S64 entre Couvin et Charleroi-Central (l’après-midi) ;
- un train P et un S64 supplémentaire entre Charleroi-Central et Couvin (l’après-midi) ;
- un train P entre Couvin et Charleroi-Central deux trains P entre Charleroi-Central et Couvin (en début de soirée) ;
- un train S64 supplémentaire entre Couvin et Charleroi-Central (le soir).

Les week-ends et jours fériés, la desserte est cadencée toutes les deux heures dans chaque sens et comprend des trains S64 reliant Charleroi-Central à Couvin.

### Intermodalité
Un parking pour les véhicules y est aménagé.
Elle est desservie par des bus du TEC Namur-Luxembourg (lignes 132a et 136d).

## Comptage voyageurs
Ce graphique et tableau montre le nombre de voyageurs embarquant en moyenne durant la semaine, le samedi et le dimanche.
| Nombre de passagers qui embarquent à la gare de Philippeville | Nombre de passagers qui embarquent à la gare de Philippeville | Nombre de passagers qui embarquent à la gare de Philippeville | Nombre de passagers qui embarquent à la gare de Philippeville |
|                                                               | Semaine                                                       | Samedi                                                        | Dimanche                                                      |
| ------------------------------------------------------------- | ------------------------------------------------------------- | ------------------------------------------------------------- | ------------------------------------------------------------- |
| 1977                                                          | 141                                                           | 47                                                            | 47                                                            |
| 1978                                                          | 134                                                           | 27                                                            | 29                                                            |
| 1979                                                          | 108                                                           | 32                                                            | 46                                                            |
| 1980                                                          | 126                                                           | 25                                                            | 50                                                            |
| 1981                                                          | 126                                                           | 20                                                            | 45                                                            |
| 1982                                                          | 158                                                           | 45                                                            | 69                                                            |
| 1983                                                          | 194                                                           | 27                                                            | 51                                                            |
| 1984                                                          | 238                                                           | 31                                                            | 56                                                            |
| 1985                                                          | 260                                                           | 32                                                            | 69                                                            |
| 1986                                                          | 247                                                           | 73                                                            | 52                                                            |
| 1987                                                          | 221                                                           | 41                                                            | 65                                                            |
| 1988                                                          | 282                                                           | 49                                                            | 78                                                            |
| 1989                                                          | 283                                                           | 50                                                            | 64                                                            |
| 1990                                                          | 224                                                           | 36                                                            | 60                                                            |
| 1991                                                          | 303                                                           | 50                                                            | 74                                                            |
| 1992                                                          | 324                                                           | 52                                                            | 74                                                            |
| 1993                                                          | 279                                                           | 33                                                            | 73                                                            |
| 1994                                                          | 344                                                           | 23                                                            | 72                                                            |
| 1995                                                          | 240                                                           | 61                                                            | 48                                                            |
| 1996                                                          | 245                                                           | 27                                                            | 79                                                            |
| 1997                                                          | 287                                                           | 47                                                            | 61                                                            |
| 1998                                                          | 282                                                           | 42                                                            | 58                                                            |
| 1999                                                          | 256                                                           | 30                                                            | 48                                                            |
| 2000                                                          | 327                                                           | 36                                                            | 40                                                            |
| 2001                                                          | 322                                                           | 36                                                            | 50                                                            |
| 2002                                                          | 288                                                           | 36                                                            | 52                                                            |
| 2003                                                          | 360                                                           | 41                                                            | 64                                                            |
| 2004                                                          | 382                                                           | 55                                                            | 44                                                            |
| 2005                                                          | 408                                                           | 58                                                            | 62                                                            |
| 2006                                                          | 434                                                           | 64                                                            | 72                                                            |
| 2007                                                          | 418                                                           | 44                                                            | 48                                                            |
| 2008                                                          | -                                                             | -                                                             | -                                                             |
| 2009                                                          | 449                                                           | 52                                                            | 62                                                            |
| 2010                                                          | -                                                             | -                                                             | -                                                             |
| 2011                                                          | -                                                             | -                                                             | -                                                             |
| 2012                                                          | 413                                                           | 44                                                            | 93                                                            |
| 2013                                                          | 478                                                           | 63                                                            | 106                                                           |
| 2014                                                          | 464                                                           | 37                                                            | 51                                                            |
| 2015                                                          | 368                                                           | 28                                                            | 73                                                            |
| 2016                                                          | 374                                                           | 63                                                            | 79                                                            |
| 2017                                                          | 372                                                           | 47                                                            | 120                                                           |
| 2018                                                          | 427                                                           | 61                                                            | 62                                                            |
| 2019                                                          | 372                                                           | 59                                                            | 82                                                            |
| 2020                                                          | 336                                                           | 50                                                            | 59                                                            |
| 2021                                                          | -                                                             | -                                                             | -                                                             |
| 2022                                                          | 304                                                           | 65                                                            | 83                                                            |
| 2023                                                          | 272                                                           | 46                                                            | 61                                                            |
| 2024                                                          | 270                                                           | 57                                                            | 76                                                            |

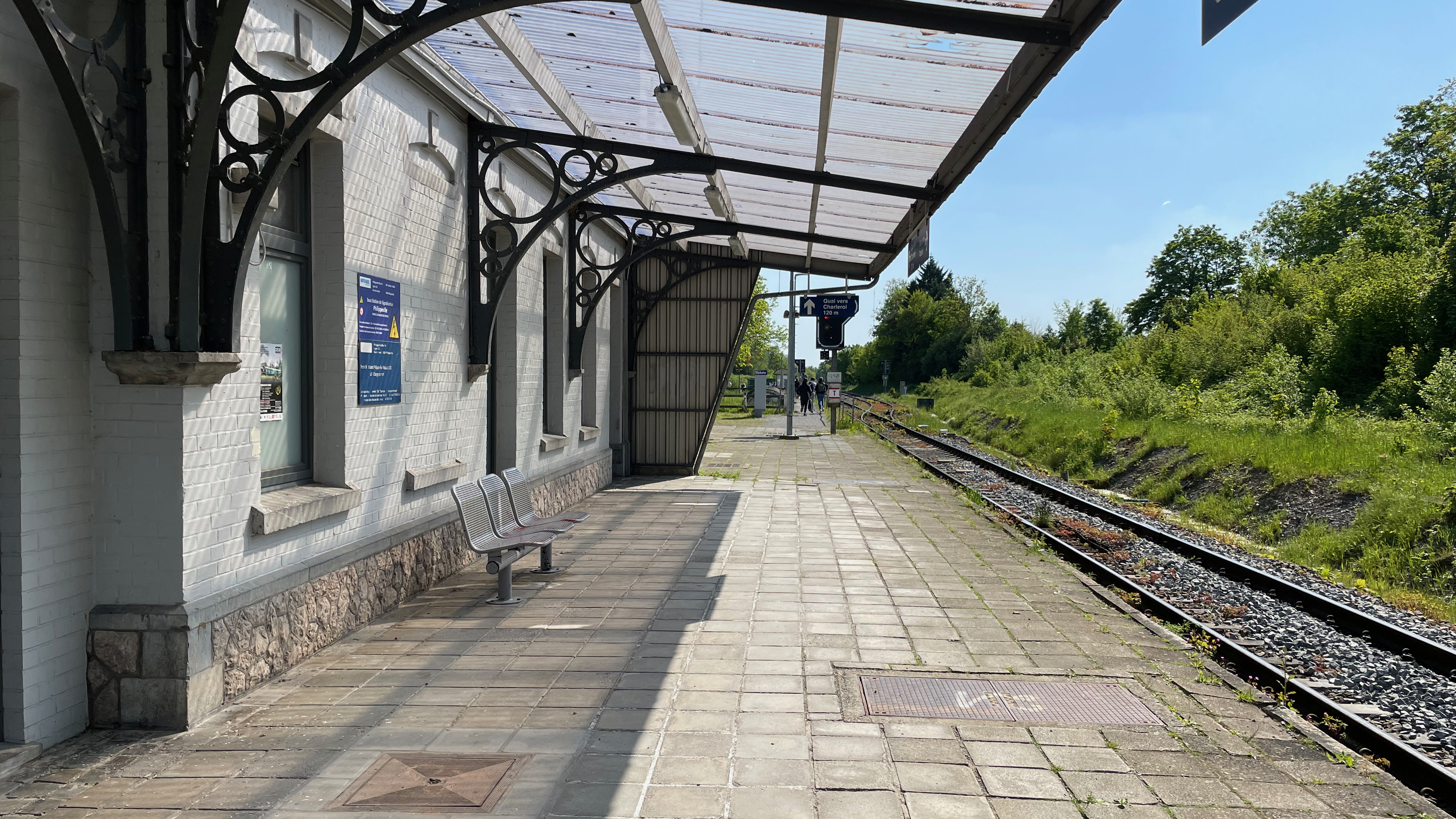
Voie et quai de la halte.
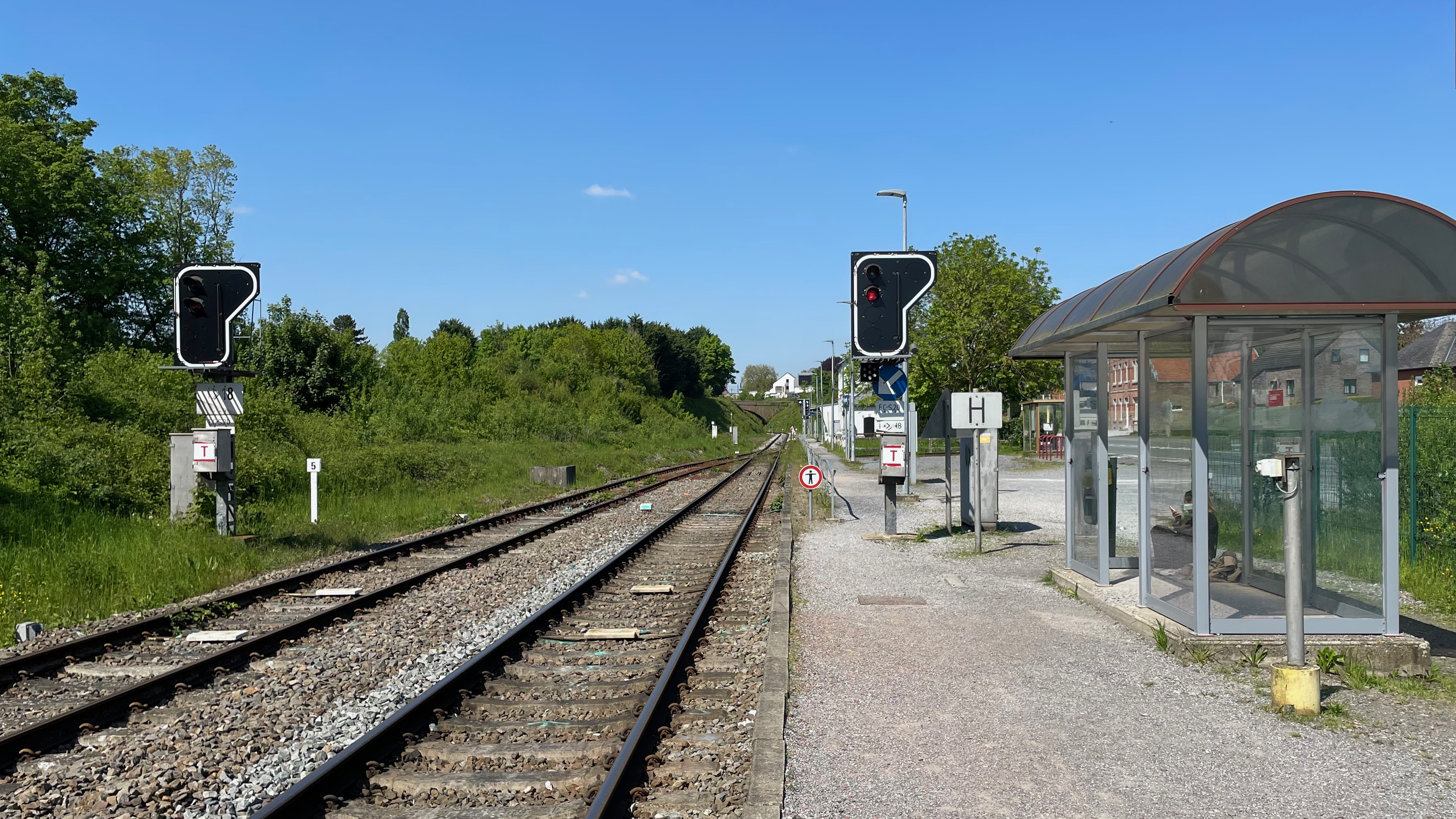
Second quai.
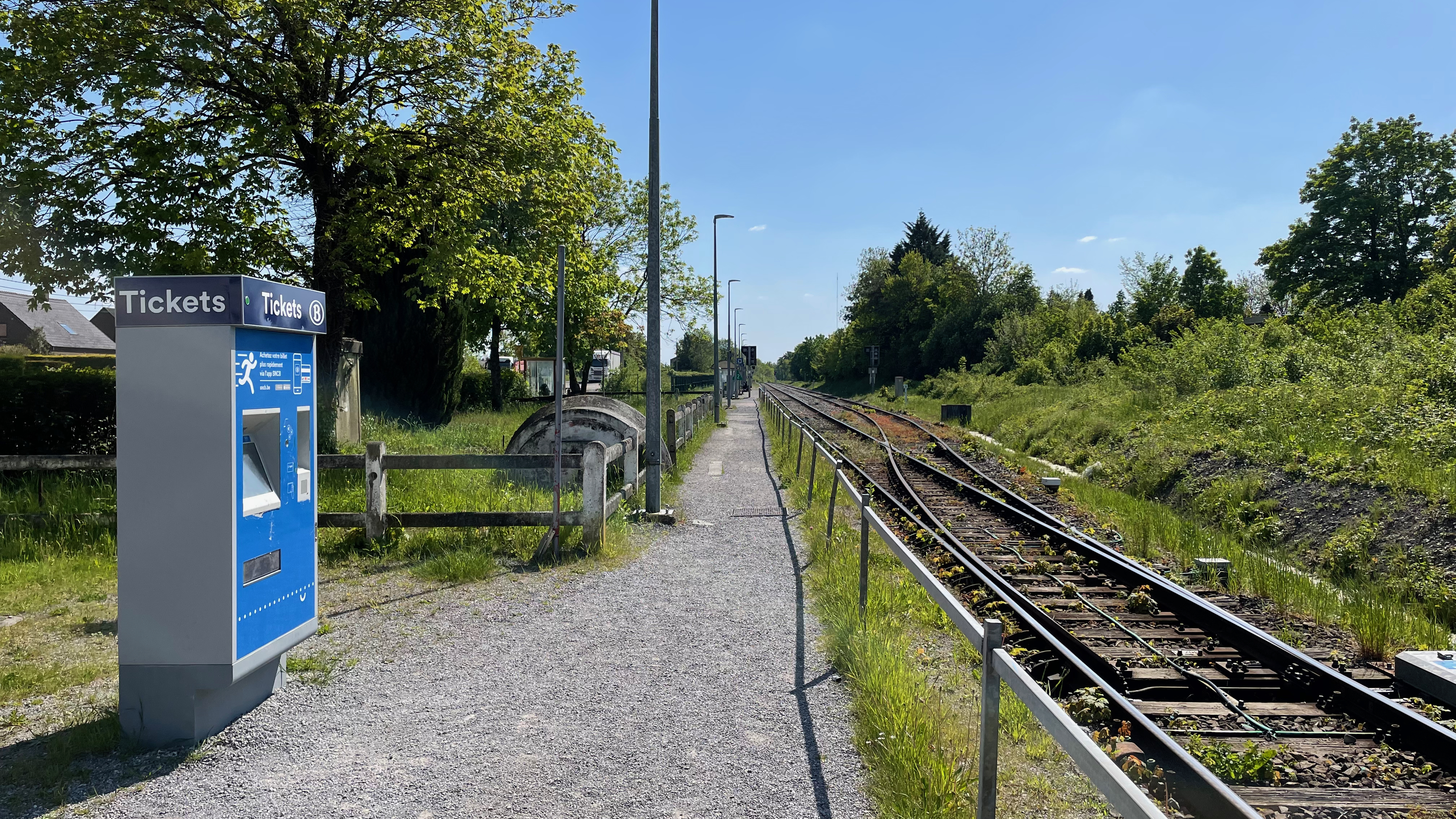
Aiguillage et automate.

## Patrimoine ferroviaire
L'ancien bâtiment voyageurs de 1908, désaffecté du service ferroviaire et celui de 1855, reconverti en habitation.